# Elezioni parlamentari in Scozia del 2011
Le elezioni parlamentari in Scozia del 2011 si tennero 5 maggio 2011 per eleggere i 129 deputati del Parlamento scozzese. Si trattò della quarta elezione generale fin dall'istituzione del Parlamento nel 1999.
L'elezione portò alla costituzione del primo governo scozzese di maggioranza sin dall'apertura di Holyrood, un evento inatteso dato che proprio il sistema di rappresentanza proporzionale a membri addizionali utilizzato per eleggere i deputati era stato implementato, secondo Jack McConnell, proprio per impedire a qualsiasi partito di ottenere una maggioranza parlamentare assoluta. Il Partito Nazionale Scozzese (SNP) ottenne 69 seggi, il numero maggiore che il partito abbia mai detenuto sia a Holyrood che a Westminster, permettendo al leader Alex Salmond di rimanere Primo Ministro. Il SNP conquistò 32 collegi, 22 strappati al Partito Laburista Scozzese, 9 ai Liberal Democratici Scozzesi e una ai Conservatori Scozzesi. Tale fu la scala della vittoria che, sui 73 collegi in Scozia, solo 20 furono rappresentati da deputati di altri partiti. I laburisti scozzesi persero 7 seggi e patirono la peggior sconfitta in Scozia sin dalle elezioni del 1931, con ingenti perdite nelle loro tradizionali circoscrizioni della Cintura centrale e per la prima volta dovette affidarsi alle liste regionali per eleggere deputati in queste aree. Il partito laburista rimase tuttavia il maggiore partito di opposizione; il suo leader Iain Gray annunciò le dimissioni a seguito della sconfitta elettorale; anche i liberal democratici furono sonoramente sconfitti: dimezzarono i loro voti e i seggi si ridussero da 17 a 5. Tavish Scott annunciò le sue dimissioni da leader di partito subito dopo le elezioni. Per i conservatori scozzesi, l'elezione si dimostrò una sconfitta in quanto la percentuale di voti si ridusse leggermente, e persero due seggi, con anche il loro leader di partito Annabel Goldie che annunciò le dimissioni.
Le elezioni si tennero nello stesso giorno delle altre elezioni per l'Assemblea Nazionale per il Galles e per l'Assemblea dell'Irlanda del Nord, insieme alle elezioni locali inglesi e al referendum elettorale.

## Risultati
Le elezioni produssero un governo di maggioranza del SNP, la prima volta al Parlamento scozzese in cui un partito guidava una maggioranza parlamentare. SNP strappò 16 seggi ai laburisti, molte delle cui figure chiave non riuscirono ad essere riconfermati al Parlamento, anche se il leader Iain Gray mantenne il seggio dell'East Lothian per 151 voti. SNP tolse altri otto seggi ai liberal democratici e un seggio ai conservatori. La maggioranza assoluta di SNP portò sufficiente sostegno in Parlamento ad un referendum indipendentista.
La sconfitta laburista fu attribuita a diversi fattori: il partito si concentrò troppo sulle critiche alla coalizione guidata dai conservatori a Westminster, e suppose che gli ex votanti liberal democratici avrebbero automaticamente riversato i propri voti sui laburisti, mentre in effetti l'emorragia di voti fu verso il SNP. Jackie Baillie comparò il risultato alla performance dei laburisti alle elezioni generali nel Regno Unito del 1983. Iain Gray annunciò la sua intenzione a dimettersi da leader del gruppo laburista nell'autunno successivo.
L'elezione vide una disfatta per i Liberal Democratici, che non riuscirono ad ottenere nessuna vittoria nei collegi sulla terraferma ed ebbe 25 candidati che non ottennero neanche il 5% dei voti. Il leader Tavish Scott attribuì la sconfitta al coinvolgimento liberal democratico nel governo di David Cameron, che era impopolare tra molti sostenitori lib-dem. Scott si dimise da leader due giorni dopo l'elezione.
Per i conservatori, la principale sconfitta fu la perdita del seggio "Edimburgo Pentlands", detenuto dall'ex leader di partito David McLetchie, perso a favore del SNP. McLetchie fu comunque eletto nella lista regionale del Lothian, e i conservatori persero quindi solamente cinque seggi, con la leader Annabel Goldie che sosteneva che il loro sostegno era rimasto invariato. Il Primo Ministro David Cameron si congratulò con il SNP per il risultato, ma promise di fare campagna elettorale a favore dell'Unione in caso di referendum sull'indipendenza scozzese.
George Galloway, con una lista unionista anti-austerity, non riuscì ad essere eletto nella lista regionale di Glasgow. I verdi ottennero due seggi, incluso il loro co-leader Patrick Harvie. Margo MacDonald riuscì ancora ad essere eletta come indipendente nella lista regionale del Lothian.

Composizione dopo le elezioni.

| Partito | Partito                                    | Sistema a membri addizionali | Sistema a membri addizionali | Sistema a membri addizionali | Sistema a membri addizionali | Sistema a membri addizionali | Sistema a membri addizionali | Sistema a membri addizionali | Sistema a membri addizionali | Sistema a membri addizionali | Sistema a membri addizionali | Seggi totali | Seggi totali | Seggi totali |
| Partito | Partito                                    | Collegi                      | Collegi                      | Collegi                      | Collegi                      | Collegi                      | Regioni                      | Regioni                      | Regioni                      | Regioni                      | Regioni                      | Seggi totali | Seggi totali | Seggi totali |
| Partito | Partito                                    | Voti                         | %                            | +/-                          | Seggi                        | +/-                          | Voti                         | %                            | +/-                          | Seggi                        | +/-                          | Totale       | +/-          | %            |
| ------- | ------------------------------------------ | ---------------------------- | ---------------------------- | ---------------------------- | ---------------------------- | ---------------------------- | ---------------------------- | ---------------------------- | ---------------------------- | ---------------------------- | ---------------------------- | ------------ | ------------ | ------------ |
|         | Partito Nazionale Scozzese                 | 902.915                      | 45,39                        | 12,46                        | 53                           | 32                           | 876.421                      | 44,04                        | 13,03                        | 16                           | 9                            | 69           | 23           | 53,49        |
|         | Partito Laburista Scozzese                 | 630.461                      | 31,69                        | 0,45                         | 15                           | 20                           | 523.559                      | 26,31                        | 2,85                         | 22                           | 13                           | 37           | 7            | 28,68        |
|         | Conservatori Scozzesi                      | 276.652                      | 13,91                        | 2,69                         | 3                            | 3                            | 245.967                      | 12,35                        | 1,55                         | 12                           | 2                            | 15           | 5            | 11,63        |
|         | Liberal Democratici Scozzesi               | 157.714                      | 7,93                         | 8,25                         | 2                            | 9                            | 103.472                      | 5,2                          | 6,10                         | 3                            | 3                            | 5            | 12           | 3,88         |
|         | Partito Verde Scozzese                     | —                            | —                            | —                            | —                            | —                            | 87.060                       | 4,37                         | 0,33                         | 2                            | 0                            | 2            | 0            | 1,55         |
|         | Indipendenti                               | 12.357                       | 0,62                         | 0,62                         | 0                            | 0                            | 22.306                       | 1,12                         | 0,08                         | 1                            | 0                            | 1            | 0            | 0,78         |
|         | Partito per l'Indipendenza del Regno Unito | 2.508                        | 0,13                         | 0,13                         | 0                            | 0                            | 18.138                       | 0,91                         | 0,51                         | 0                            | 0                            | 0            | 0            | 0,0          |
|         | Partito Laburista Socialista               | —                            | —                            | —                            | —                            | —                            | 16.847                       | 0,85                         | 0,15                         | 0                            | 0                            | 0            | 0            | 0            |
|         | Cristiani Scozzesi                         | 1.193                        | 0,06                         | 0,17                         | 0                            | 0                            | 16.466                       | 0,83                         | 0,47                         | 0                            | 0                            | 0            | 0            | 0            |
|         | Partito Nazionale Britannico               | —                            | —                            | —                            | —                            | —                            | 15.580                       | 0,78                         | 0,42                         | 0                            | 0                            | 0            | 0            | 0            |
|         | Socialisti Scozzesi                        | —                            | —                            | —                            | —                            | —                            | 8.272                        | 0,42                         | 0,21                         | 0                            | 0                            | 0            | 0            | 0            |
|         | Respect Party                              | —                            | —                            | —                            | —                            | —                            | 6.972                        | 0,35                         | 0,35                         | 0                            | 0                            | 0            | 0            | 0            |
|         | Unionisti Scozzesi                         | —                            | —                            | —                            | —                            | —                            | 3.002                        | 0,15                         | 0,06                         | 0                            | 0                            | 0            | 0            | 0            |
|         | Ban Bankers Bonuses                        | —                            | —                            | —                            | —                            | —                            | 2.968                        | 0,15                         | 0,15                         | 0                            | 0                            | 0            | 0            | 0            |
|         | Solidarietà                                | —                            | —                            | —                            | —                            | —                            | 2.837                        | 0,14                         | 1,38                         | 0                            | 0                            | 0            | 0            | 0            |
|         | Liberali                                   | 436                          | 0,02                         | 0,02                         | 0                            | 0                            | 2.393                        | 0,12                         | 0,12                         | 0                            | Stabile                      | 0            | 0            | 0            |
|         | Pirati                                     | —                            | —                            | —                            | —                            | —                            | 1.431                        | 0,07                         | 0,07                         | 0                            | 0                            | 0            | 0            | 0            |
|         | Popolari Cristiani                         | —                            | —                            | —                            | —                            | —                            | 1.191                        | 0,06                         | 0,06                         | 0                            | 0                            | 0            | 0            | 0            |
|         | Fronte Nazionale Britannico                | 1.505                        | 0,08                         | 0,08                         | 0                            | 0                            | 640                          | 0,03                         | 0,03                         | 0                            | 0                            | 0            | 0            | 0            |
|         | Madrepatria scozzese                       | —                            | —                            | —                            | —                            | —                            | 620                          | 0,03                         | 0,03                         | 0                            | 0                            | 0            | 0            | 0            |
|         | Rappresentanti dell'Angus                  | 1.321                        | 0,07                         | 0,07                         | 0                            | 0                            | —                            | —                            | —                            | —                            | —                            | —            | —            | —            |
|         | Comunisti                                  | 256                          | 0,01                         | 0,01                         | 0                            | 0                            | —                            | —                            | —                            | —                            | —                            | —            | —            | —            |
|         | Totale                                     | 1.989.222                    | 100,0                        |                              | 73                           |                              | 1.991.051                    | 100,0                        |                              | 56                           |                              | 129          |              | 100,0        |

|                     |                     |  |        |        |
| ------------------- | ------------------- |  | ------ | ------ |
| SNP                 | SNP                 |  | 44,04% | 44,04% |
| Laburisti           | Laburisti           |  | 26,31% | 26,31% |
| Conservatori        | Conservatori        |  | 12,36% | 12,36% |
| Liberal Democratici | Liberal Democratici |  | 5,20%  | 5,20%  |
| Verdi               | Verdi               |  | 4,38%  | 4,38%  |
| Altri               | Altri               |  | 7,71%  | 7,71%  |

|                     |                     |  |        |        |
| ------------------- | ------------------- |  | ------ | ------ |
| SNP                 | SNP                 |  | 53,49% | 53,49% |
| Conservatori        | Conservatori        |  | 28,68% | 28,68% |
| Laburisti           | Laburisti           |  | 11,63% | 11,63% |
| Liberal Democratici | Liberal Democratici |  | 3,88%  | 3,88%  |
| Verdi               | Verdi               |  | 1,55%  | 1,55%  |
| Altri               | Altri               |  | 0,78%  | 0,78%  |